# Леськів Василь Іванович
Василь Іванович Ле́ськів (*20 грудня 1963, Львів) — радянський і український футболіст та тренер. Ветеран «Карпат» та ФК «Львів» — зіграв понад півтора сотні офіційних поєдинків за кожен з цих клубів. Найкращий бомбардир «Львова» за всі чемпіонати України — 36 голів. Був штатним пенальтистом та капітаном «міщан».

## Футбольна кар'єра
Вихованець львівської ДЮСШ-4. Перший тренер — Ігор Євстахійович Кульчицький.
Після трьох сезонів у «Торпедо» (Луцьк) і одного року в «Поділлі» (Хмельницький) півзахисник перейшов до щойно відновлених львівських «Карпат» у 1989 році. Разом з львівською командою Леськів виграв золоті медалі другої радянської ліги 1991 та зіграв у перших незалежних чемпіонатах. У 1993 році перейшов до ізраїльського клубу «Маккабі» (Петах-Тіква).
Від 1995 до 2001 року провів 6 сезонів за ФК «Львів» у першій лізі — він одразу став гравцем основного складу і регулярно пробивав пенальті. Став найкращим бомбардиром команди у першості 1998/99 — 12 голів. Поділяє з Богданом Бандурою звання найрезультативнішого футболіста «міщан» у першостях України — по 36 м'ячів. Всього у чемпіонатах України Василь Леськів зіграв за «Львів» 217 поєдинків і став другим «гвардійцем» в історії клубу. Більше матчів зіграв лише Тарас Павліш. Догравав у любительському колективі ФК «Яворів» (Львівська область).
З 2005 року був головним тренером любительської команди «Пустомити» (Львівська область). Прийнявши колектив, який плентався на дні турнірної таблиці, новий наставник до кінця року вивів клуб на хороше 8 місце і за підсумками обласного сезону-2005 у номінації «Найкращий тренер» зайняв 2 місце. У наступні роки «Пустомити» регулярно посідали позицію у першій десятці.
Працює тренером у ДЮСШ «Карпати» (Львів). Влітку 2008 р. його вихованці 1997/98 р.н. виграли міжнародний турнір «Кубок пам'яті Малого Повстанця», який відбувався у Варшаві за участю дитячих команд із Польщі, України, Німеччини та Угорщини.
У грудні 2008 року погодився очолити любительський клуб «Городок» з однойменного міста Львівської області.

## Вихованці
Серед гравців, яких у дитячо-юнацькій школі тренував Василь Леськів:
- Назар Вербний[3]
- Василь Кравець[4]
- Мар'ян Швед[5]